# 白鷹幸伯
白鷹 幸伯（しらたか ゆきのり、1935年8月6日 - 2017年6月6日）は、日本の鍛冶職人。本職は土佐鍛冶の流れをくむ刃物作り。銘は興光。

## 経歴
1935年（昭和10年）愛媛県松山市生まれ。9歳の頃から父の向こう槌を打ち、農具・荷馬車の輪鉄・木造建築金具などの製法を覚える。高校卒業後、土佐鍛冶の兄から山林用刃物・鎌・包丁等の製法を習う。1961年（昭和36年）上京、日本橋木屋に就職。1971年（昭和46年）法隆寺宮大工・西岡常一棟梁と出合い、白鳳期建造物の復元のため、千年の年月にたえる「千年の釘」の鍛造にとりくむ。この錆につよい釘は奈良薬師寺の西塔、大講堂の復元に供され、日本の建築文化財保護に貢献。翌年、木屋を退職、郷里に帰り鍛冶に専念。西岡棟梁の依頼で薬師寺再建のための白鳳型和釘の鍛造を行う。

## 著書
冊子体『鉄、千年のいのち』草思社、1997年6月。ISBN 4-7942-0764-6。
DAISY『鉄、千年のいのち』日本障害者リハビリテーション協会、1999年10月。全国書誌番号:20273986。

## 受賞歴・使用文化財等
- 1977年（昭和52年） 薬師寺西塔再建用和釘製作開始
- 1983年（昭和58年） 竹中道具博物館展示古代大工道具復元
- 1997年（平成09年）
  - 伝統的技術者賞受賞
  - 『鉄、千年のいのち』発刊
- 2001年（平成13年）
  - 愛媛ふるさと振興会賞受賞
  - 吉川英治文化賞受賞
- 2002年（平成14年）
  - 錦帯橋皆折釘、カスガイ製作
  - 大洲城再建用和釘製作
- 2003年（平成15年） 松山城再建用和釘製作
- 2004年（平成16年）
  - 奈良平城宮大極殿和釘製作
    - 愛媛県功労賞(知事賞)受賞
- 2005年（平成17年）
  - テレビ愛媛賞受賞
  - 日本建築学会文化賞受賞
- 2006年（平成18年） 地域文化振興賞(文部科学大臣賞)受賞
- 2008年（平成20年） 唐招提寺千手観音仏像補修用和釘製作
- 2009年（平成21年） 読売新聞あをによし本賞受賞